# Sabianistes
Els sabianistes eren un grup religiòs de Mesopotàmia centrat a Haran, que adorava a Sin, Mart i Shamal (el senyor dels esperits), donava iguals drets a homes i dones i proclamava una vida ascètica; després de l'arribada de l'islam el 639 o 640, es van refugiar a les maresmes del Tigris i Eufrates i foren coneguts com els mandeans.